# Isabel Garcia
Isabel Garcia (* 15. Juni 1963 in Madrid; heimatberechtigt in Orvin) ist eine Schweizer Politikerin (FDP; vorher GLP), Politikwissenschaftlerin und Kommunikationsexpertin. Sie ist Zürcher Kantonsrätin sowie Gemeinderätin der Stadt Zürich.

## Biografie
Garcia wurde in Madrid geboren und wuchs in Bern auf. Sie ist spanisch-schweizerische Doppelbürgerin, verheiratet und Mutter eines erwachsenen Sohnes. Nach verschiedenen internationalen Aufenthalten in Berlin, Basel und Brüssel ist sie mit ihrer Familie seit 2007 in Zürich wohnhaft.

## Politik
Bereits während der Studienzeit engagierte sich Garcia laut Eigenaussage immer wieder punktuell für politische und gesellschaftliche Anliegen. Durch ehrenamtliche Mitarbeit in Frauen-, Menschenrechts- und Umweltorganisationen sowie durch die Unterstützung politischer Aktionen und Initiativen. 2007 trat sie den Grünliberalen bei, welche sie mithalf aufzubauen. Seit Mai 2010 politisiert sie im Stadtzürcher Gemeinderat und vertritt den Stadtkreis 3. Zwischen 2014 und 2021 hatte sie das Amt der Fraktionspräsidentin der GLP-Fraktion inne. 2021 rückte sie ausserdem für den zurückgetretenen Simon Schlauri in den Kantonsrat nach und vertritt seitdem den Wahlkreis II Zürich 3&9.
Garcia setzt sich laut Eigenaussage für erstklassige Ausbildungsmöglichkeiten für Kinder und Jugendliche, gesunde Staatsfinanzen und massvolle Steuerbelastung, intakte Natur und Klima sowie für die unternehmerische und persönliche Freiheit ein. Einen weiteren Schwerpunkt setzt sie bei der politischen Partizipation sowie vereinfachten Einbürgerungen von Ausländern.
Garcia amtete als Präsidentin von Secondas Zürich, einer überparteilichen Diskussionsplattform für migrationspolitische Themen sowie parteiübergreifender Arbeitskreis für migrationspolitische Vorstösse und Initiativen. Nach ihrem Übertritt zur FDP trat Garcia als Präsidentin zurück, im Juni 2023 schied sie aus dem Vorstand aus. Garcia war in die Kritik geraten, weil die Stimmenthaltung von ihr und ihrer Partei- und Secondas-Vereinskollegin Sonja Rueff-Frenkel dazu führte, dass im Kantonsrat eine Vorlage fürs Ausländerstimmrecht durchfiel. Garcia begründete ihre Stimmenthaltung damit, sie habe ihre neue Partei nicht desavouieren wollen.
Garcia gehörte zum Vorstand der GLP Sektion Kreis 3&9 der Stadt Zürich und war Mitglied des Vorstands der GLP Stadt (bzw. Bezirk) Zürich. Sie leitete ausserdem die Arbeitsgruppe Bildung der GLP Schweiz. Am 12. Februar 2023 wurde sie als Spitzenkandidatin auf der Liste Kreis 3&9 der Grünliberalen Partei als Kantonsrätin wiedergewählt.

### Umstrittener Parteiwechsel
Elf Tage später, am 23. Februar 2023, trat sie zur FDP.Die Liberalen über. Sie begründete den Schritt damit, dass die GLP finanz- und wirtschaftspolitisch nicht mehr in ausreichendem Mass ihren Werten entsprochen habe, und nannte als Beispiel die Konzernverantwortungsinitiative von 2020. Der Wechsel kurz nach den Wahlen führte zu Kritik und Rücktrittsforderungen. Neben Bekundungen, dass ein Wechsel so kurz nach den Wahlen als Wahlbetrug klassiert werden könne, verlöre auch die sogenannte Klimaallianz aus AL, Grünen, SP, GLP und EVP durch ihren Übertritt die Mehrheit. Am 8. Mai 2023 hat sich mit 107 Ja zu 52 Nein bei 11 Enthaltungen die Mehrheit des Zürcher Kantonsparlaments für den Sitz von Garcia ausgesprochen. Das Bundesgericht hat am 22. Mai 2024 eine Beschwerde von mehreren Personen gegen den sogenannten Erwahrungsbeschluss des Zürcher Kantonsrats gutgeheissen. Nun muss das Zürcher Verwaltungsgericht abklären, ob Garcias Entscheid für den Parteiwechsel bereits während der Wahl bestand.
2008 hatte es einen ähnlichen Fall gegeben, als Barbara Keller-Inhelder kurz nach den Wahlen die Partei wechselte (von der CVP zur SVP).